# Krasnaslabodskaje Vadaschovisjtja
Krasnaslabodskaje Vadaschovisjtja (vitryska: Краснаслабодскае Вадасховішча) är en reservoar i Belarus.   Den ligger i voblasten Minsks voblast, i den centrala delen av landet, 120 km söder om huvudstaden Minsk. Krasnaslabodskaje Vadaschovisjtja ligger 148 meter över havet. Arean är 17,6 kvadratkilometer. Den sträcker sig 5,4 kilometer i nord-sydlig riktning, och 7,1 kilometer i öst-västlig riktning.